# テングワール
テングワール（Tengwar）とはJ・R・R・トールキンの創作した架空文字。テングワールという言葉はクウェンヤで文字を意味する名詞の複数形である。（単数形はTengwa、テングワ）
フェアノール (Fëanor) がルーミルのサラティを改良して作ったため、フェアノール文字とも呼ばれる。この文字が中つ国で使用されている。初期は子音文字の上に母音の符号（tehta、テヒタ。 複数形はtehtar、テヒタール）を記していたが、後に母音も文字として表記されるようにもなった（完書体 full mode）。また文字にはその音で始まる単語の名が付けられていたが、後に単純な名で呼ばれるようになったとされる。

## 構成と基本の読み方
子音は「基本文字」(1-24) と「追加文字」(25-36) とがある。各文字には名前と番号が振られている。

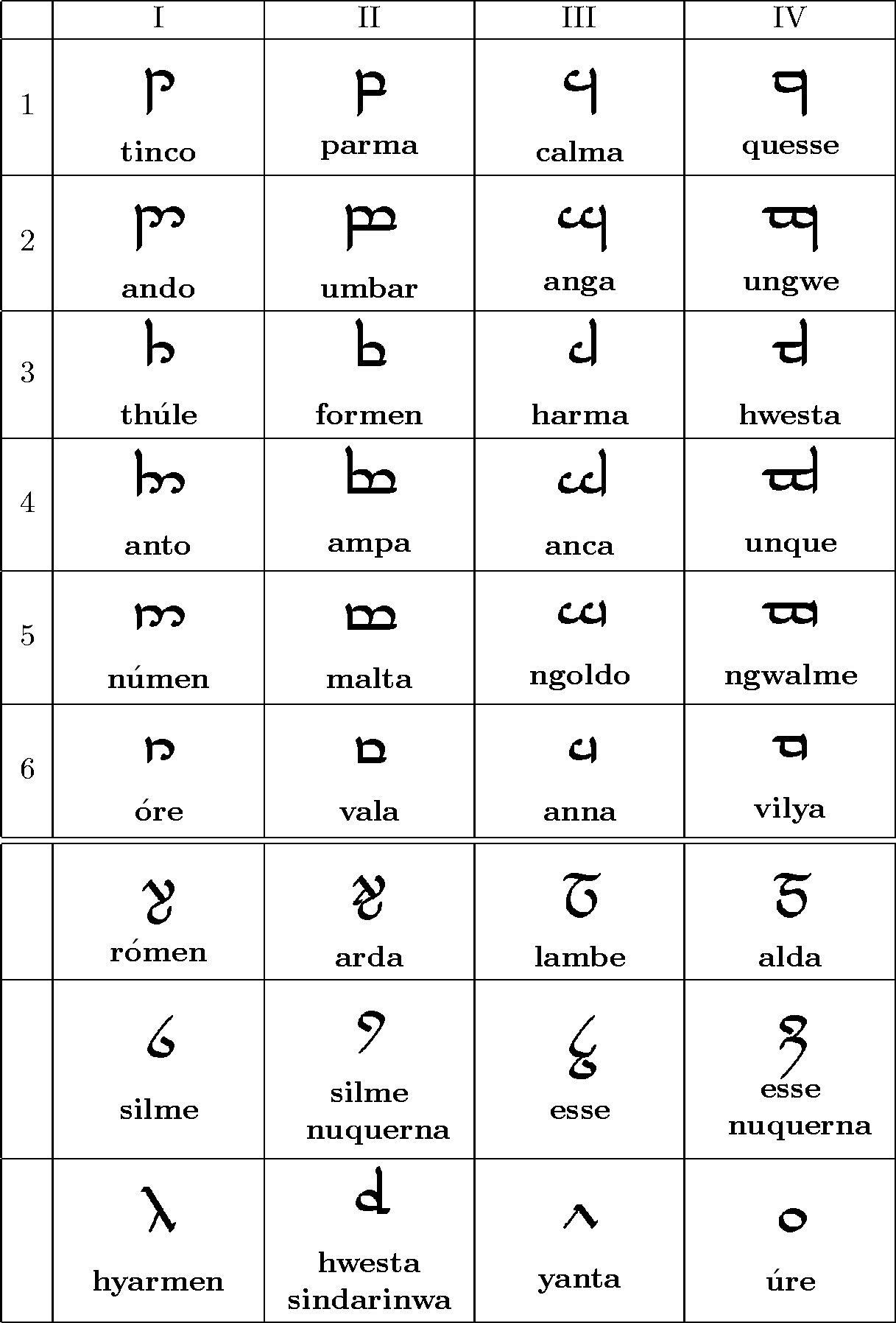
基本文字・追加文字の表

### 基本文字
基本文字の子音は軸線（テルコ telco）と弓形線（ルーヴァ lúva）とから構成されており、調音点[t, p, k, kw]を表す系列（テマール temar）と調音形式（破裂音か摩擦音か、など）を表す階梯（ティエルレア tyeller）とがあった。表においては、上の六段が基本文字で、縦列が系列、横列が階梯になっている。

#### 系列
クウェンヤの子音は、音韻的に、t-系列、p-系列、k-系列、kw-系列に分類することができた。同じ系列に属する音は、軸線（テルコ）に対して弓形線（ルーヴァ）が同じ側につくという体系に定められた。
系列I（t-系列）右に付いた開いた弓形線は、歯茎音または歯音である。[t, d, θ(th), ð(dh), n, r]
系列II（p-系列）右に付いた閉じた弓形線は、唇音または唇歯音である。[p, b, f, v, m, w]
系列III（k-系列）左に付いた開いた弓形線は、軟口蓋音である。[k, g, kh, gh, ŋ(ng), h]
系列IV（kw-系列）左に付いた閉じた弓形線は、唇音化した軟口蓋音である。[kw, gw, khw/hw, ghw/w, ŋw(ngw), w]

#### 階梯
階梯1無声破裂音。下に伸びたテルコと1つのルーヴァをもつ。[t, p, k, kw]
階梯2有声音破裂音。下に伸びたテルコと2つのルーヴァをもつ。[d, b, g, gw]
階梯3無声摩擦音。上に伸びたテルコと1つのルーヴァをもつ。[θ(th), f, kh, khw/hw]
階梯4有声摩擦音。上に伸びたテルコと2つのルーヴァをもつ。[ð(dh), v, gh, ghw/w]
階梯5鼻音。短いテルコと2つのルーヴァをもつ。[n, m, ŋ(ng), ŋw(ngw)]
階梯6弱い音。短いテルコと1つのルーヴァをもつ。[r, w, h, w]
※指輪の銘にあるような上下に軸線が延びたものは通常上に伸びたもの即ち階梯3と4のものとして読む。古くは[t+h], [p+h], [k+h]のような気息音として読むことがあった。

### 追加文字
追加文字は多くがもともと基本文字の変形であった。
- 21[震えないr]が変形して25[震えるr]になり、さらに変形して26[無声のr]になった。
- 27[l]は独立した文字で、変形して28[無声のl]になった。
- 29[s]は独立した文字で、30[s]は単にそれをひっくり返したものである。また、29, 30をそれぞれ二重にしたものが、30, 32（いずれも[z]）になった。
- 33[h], 34[hw（無声のw）], 35[j(y)], 36[w]

### 基本の読み方
以上の規則を表に表すと、次のようになる。（図表と一致している）これが基本の読み方である。
| 階梯／系列 | 系列I            | 系列II           | 系列III  | 系列IV                   |
| ---------- | ---------------- | ---------------- | -------- | ------------------------ |
| 階梯1      | 1 t              | 2 p              | 3 k      | 4 kw                     |
| 階梯2      | 5 d              | 6 b              | 7 g      | 8 gw                     |
| 階梯3      | 9 th[θ]          | 10 f             | 11 kh[x] | 12 khw[xw]/hw（無声のw） |
| 階梯4      | 13 dh[ð]         | 14 v             | 15 gh[ɣ] | 16 ghw[ɣw]/w             |
| 階梯5      | 17 n             | 18 m             | 19 ng[ŋ] | 20 ngw[ŋw]               |
| 階梯6      | 21 r（震えない） | 22 w             | 23 h     | 24 w                     |
|            | 25 r（震える）   | 26 rh（無声のr） | 27 l     | 28 lh（無声のl）         |
|            | 29 s             | 30 s             | 31 z     | 32 z                     |
|            | 33 h             | 34 hw（無声のw） | 35 y[j]  | 36 w                     |

### 母音（テヒタール）
もともと、文字の上に「テヒタ」という小さな記号を置くことで母音を表した。テヒタを使う場合は、クウェンヤ・ラテン語のように母音で終わることが多い言語では、母音を直前の子音の上に置く「クウェンヤ式」の読み方をし、子音で終わることが多いシンダール語・英語のような言語では、母音の次の子音字の上にテヒタを置く「シンダール式」の読み方をする。すなわちbatと書くのにクウェンヤ式ではaのテヒタをbの字の上に乗せ、シンダール式ではtの上に乗せた。乗せるべき子音が存在しない場合は短い軸線を書いて乗せる。長音は長い軸線の上にテヒタを書くか、又はテヒタを二重に書いて表現する。のちに母音も子音と同格の文字で表す完書体も成立した。

## 各言語における読み方
上に示した音価はあくまで理論に沿った基本のものであり、中つ国に存在した多様な言語の中には、この基本の読み方では不適当なものが存在した。その場合、この基本形に基づいて、各言語の話者が自分の言語に適した音の当て方に変えられる自由が、ある程度許されたのである。

### 西方語
当時の中つ国の共通語だった西方語には、唇音化した軟口蓋音（クヮ kw、グヮ gw など）がなく、代わりに後部歯茎音（チャ行 ch、ヂャ行 j、シャ行 sh、ジャ行 zh など）が多く使われた。そのため、西方語を書くためには、系列IIIが後部歯茎音のch-系列に当てられ、系列IVが普通の軟口蓋音のk-系列に用いられた。モルドールの黒の言葉をテングワールで書くことはほとんどなかったが、書くとすれば、この方式を使ったのである。それは一つの指輪の銘文に例が示されている。
| 階梯／系列 | 系列I    | 系列II | 系列III  | 系列IV   |
| ---------- | -------- | ------ | -------- | -------- |
| 階梯1      | 1 t      | 2 p    | 3 ch[ʧ]  | 4 k      |
| 階梯2      | 5 d      | 6 b    | 7 j[ʤ]   | 8 g      |
| 階梯3      | 9 th[θ]  | 10 f   | 11 sh[ʃ] | 12 kh[x] |
| 階梯4      | 13 dh[ð] | 14 v   | 15 zh[ʒ] | 16 gh[ɣ] |
| 階梯5      | 17 n     | 18 m   | 19 -     | 20 ng[ŋ] |
| 階梯6      | 21 r     | 22 w   | 23 y[j]  | 24 h     |

※系列I、系列IIおよび追加文字は基本と同じ。

### クウェンヤ
テングワールがもともとクウェンヤを書くための文字として作られたとはいえ、クウェンヤであっても「基本の読み方」でない独特の読み方を作った方が書きやすくなる言葉の例外ではなかった。むしろ語中の子音の並びが制限されたこの言語では、よく使われる二重子音を一字で表す方が都合が良かったのである。各文字は、（クウェンヤを書くときに）その文字が表す音価を実際に含むクウェンヤの単語を名前として持ち、クウェンヤ使用者以外にも文字の名前として一般的に通用した。以下にクウェンヤにおける音価と、各文字の名前を示す。
| 階梯／系列 | 系列I                  | 系列II                      | 系列III                | 系列IV                      |
| ---------- | ---------------------- | --------------------------- | ---------------------- | --------------------------- |
| 階梯1      | 1 tinco [t]            | 2 palma [p]                 | 3 calma [k]            | 4 quesse [kw]               |
| 階梯2      | 5 ando [nd]            | 6 unbar [mb]                | 7 anga [ng]            | 8 ungwe [ngw]               |
| 階梯3      | 9 thule/sule [θ(th)/s] | 10 formen [f]               | 11 harma/aha [x(kh)/h] | 12 hwesta [hw]              |
| 階梯4      | 13 anto [nt]           | 14 ampa [mp]                | 15 anca [nk]           | 16 unque [nkw]              |
| 階梯5      | 17 numen [n]           | 18 malta [m]                | 19 ngoldo/noldo [ng]   | 20 ngwalme/nwalme [ngw]     |
| 階梯6      | 21 ore [r(震えない)]   | 22 vala [v]                 | 23 anna [-]＊          | 24 wilya/vilya [w]          |
|            | 25 romen [r(震える)]   | 26 arda [rd]                | 27 lambe [l]           | 28 alda [ld]                |
|            | 29 silme [s]           | 30 silme nuquerna [s]       | 31 are/esse [z/ss]     | 32 are/esse nuquerna [z/ss] |
|            | 33 hyarmen [hj(hy)/h]  | 34 hwesta sindarinwa [hw]＊ | 35 yanta [j(y)]        | 36 ure [w]                  |

文字名や音価で、/で区切られているものは、前者が古いもの、後者が新しいものである。
＊のついた二つの文字は、クウェンヤを書くときには使われなかった。

### シンダール語
シンダール語を書き表すとき、しばしば階梯6を単鼻音（n, mなど）に当て、階梯5を二重鼻音（nn, mmなど）に当てた。

### 英語
トールキンは英語を西方語と同じ方式で書いたが、特定の英単語を表記するための略記法もある。これは「指輪物語」中表紙の下部に見られるものでof、the、of theがある。これは上下にテルコを伸ばしたもので表されそれぞれ[v]、有声の[th]そしてofの下に波線を置いたものである。

## 完書体

### ベレリアンドモード
母音も独立した文字で表す完書体のもっとも有名なものは、モリアの西門の銘にも使われたベレリアンドモードと呼ばれるものである。ベレリアンドのエルフがシンダール語を書くために用いたのでこの名がある。